# Clique des Communications

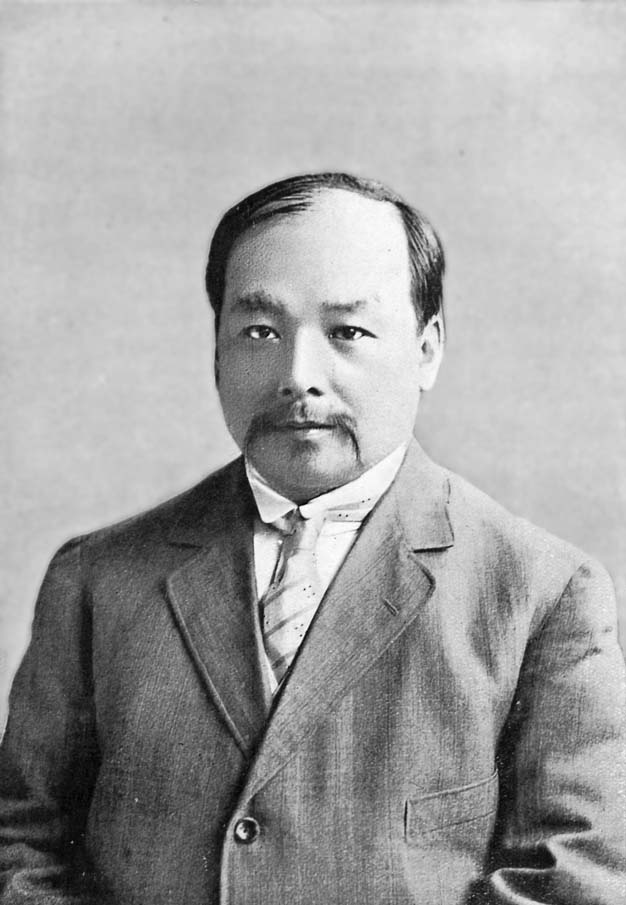
Liang Shiyi vers 1917.

La Clique des Communications (交通系, Jiaotongxi) est un puissant groupe d'intérêt réunissant des politiciens, des bureaucrates, des technocrates, des hommes d'affaires, des ingénieurs, et des syndicalistes, au sein du gouvernement de Beiyang (1912-1928) en Chine. Elle est également nommée Clique cantonaise car nombre de ses dirigeants sont originaires du Guangdong. Son nom provient de celui du ministère des Postes et des Communications qui est responsable des voies ferrées, du courrier, du transport maritime, des lignes téléphoniques, ainsi que de la banque des Communications. Ce ministère gagne cinq fois plus de revenus pour le gouvernement que tous les autres ministères réunis.
La clique est fondée par Tang Shaoyi mais est dirigée par Liang Shiyi durant la majeure partie de son existence. Elle participe à l'ascension au pouvoir de Yuan Shikai à la fin de la dynastie Qing et au début de la période républicaine. Principaux soutiens de Yuan lors de sa tentative de restaurer la monarchie en 1917, ses dirigeants sont forcés de quitter le pays quand le président Li Yuanhong ordonne leur arrestation. 
En leur absence, la Nouvelle clique des Communications (1916-1919) est fondée par Cao Rulin. Le président Feng Guozhang annule les mandats d'arrêts en 1918, ce qui permet à Liang et Zhou Ziqi de revenir. En quelques mois, l'ancienne clique redevient assez puissante pour quasiment fonctionner comme un parti politique à l'Assemblée nationale dans une politique de modernisation. Mais elle reste loin derrière le club Anfu de Duan Qirui. Avec la clique de recherche, elle manœuvre politiquement pour évincer Cao Kun de la vice-présidence, et celui-ci accuse Duan pour cela. La conduite de Cao Rulin lors de la conférence de paix de Paris provoque le mouvement du 4-Mai qui mène au déclin et à la chute de cette « nouvelle » clique rivale.
Liang devient Premier ministre en 1921 après que Zhang Zuolin a forcé Jin Yunpeng à démissionner. Wu Peifu le démet cependant de ses fonctions parce qu'il le soupçonne d'avoir accorder des concessions aux Japonais lors de la conférence navale de Washington, bien que Liang réfute cette accusation. Zhang Zuolin s'oppose à ce retrait et cela mène à la première guerre Zhili-Fengtian. Après la guerre, pendant une brève période, Zhou Ziqi devient Président par intérim. Il abandonne la politique après s'être plaint de la domination de la clique du Zhili. La clique est dissoute durant l'expédition du Nord et tout ce qu'elle contrôle est donné à de puissants hommes d'affaires du Kuomintang comme Song Ziwen et Kong Xiangxi.
La clique milite pour des programmes de formations et de meilleures conditions de travail pour ses employés du rail. Elle soutient même leurs grèves contre les seigneurs de guerre locaux. Elle est proche de la clique du Fengtian (la moitié des voies ferrées du pays se trouvant en Mandchourie) et hostile aux clique d'Anhui et du Zhili. Son contrôle des voies ferrées menace la logistique des seigneurs de guerre qui s'opposent à elle. En 1923, Wu Peifu tente de prendre le contrôle de la voie ferrée Pékin-Hankou (zh) en invitant les Communistes à retirer leurs travailleurs, mais cela réussit si bien que les Communistes commencent à comploter contre Wu. Celui-ci répond violemment, menant à la mort de 35 personnes et de nombreux blessés, ce qui avertit le Parti communiste naissant et peu connu.